# Socialització diferencial

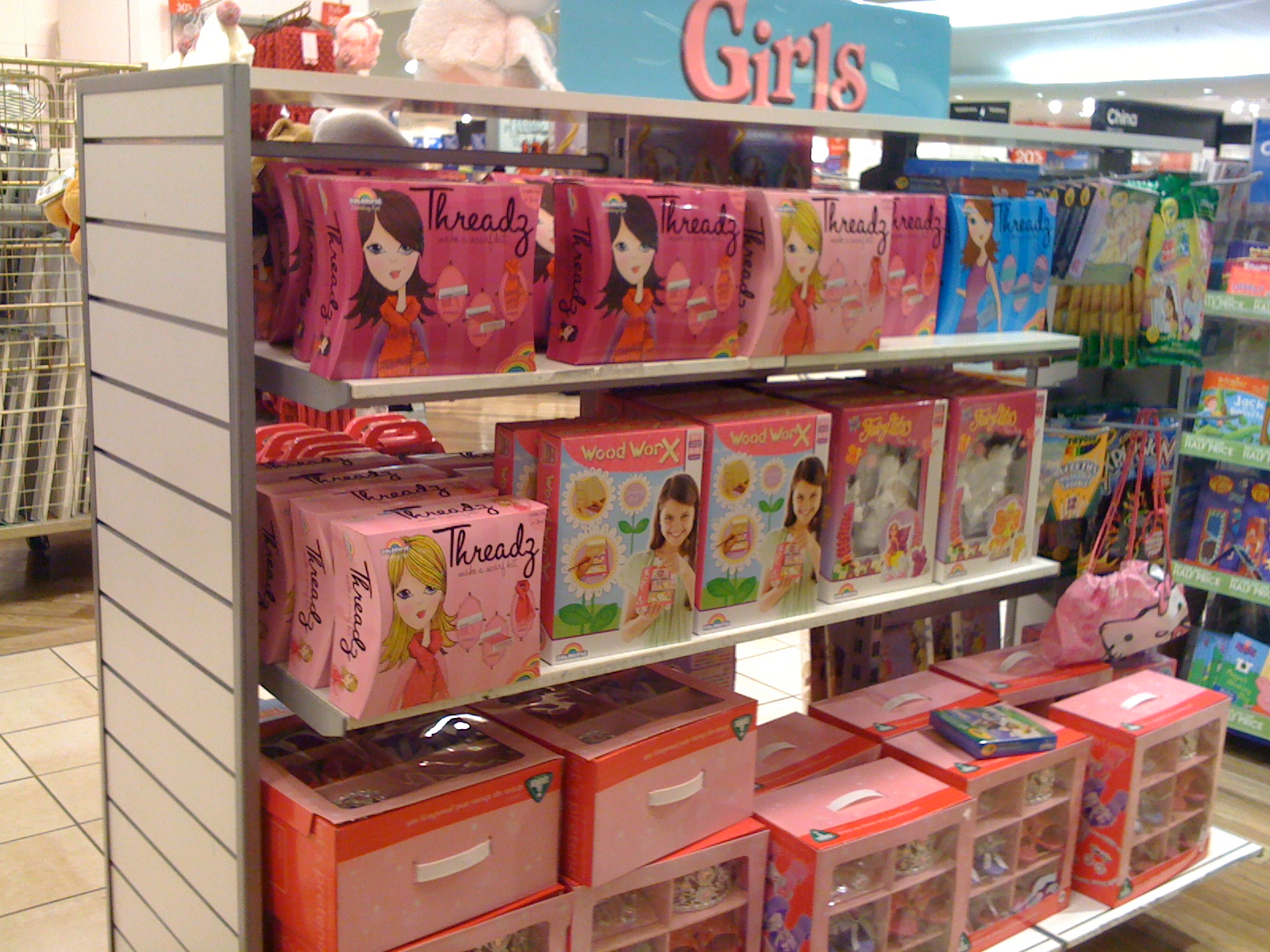
Joguines estereotípicament catalogades com «de nena» en una botiga del Regne Unit com a part de la socialització femenina.

La socialització diferencial és un procés d'aprenentatge que s'inicia amb el naixement de l'ésser humà, i al llarg de la seva vida en el qual mitjançant la interacció amb altres persones aprèn els elements socioculturals del seu ambient (valors, actituds, expectatives i comportaments característics de la societat en la qual han nascut i es desenvolupen), tot adquirint identitats de gènere que s'incorporen a la seva individualitat i subjectivitat.

## Concepte
És el procés d'incorporació de l'individu en la societat i que determina el lloc que hi ocuparà. D'aquesta manera, el coneixement de la societat està orientat per prejudicis, per interessos propis, per biaixos particulars, pel propi punt de vista, en resum per la posició de l'individu al món social. En les societats occidentals el gènere ha estat lligat al sexe i la diferència de sexe s'ha concebut com a fundadora de la identitat personal, de l'ordre social i de l'ordre simbòlic, constituint la representació binària dels sexes, l'adopció de papers de gènere constitueix una part important en la comprensió de la societat. Mitjançant la socialització diferencial les persones van adquirint identitats de gènere a partir dels agents socialitzadors diversos, com el sistema educatiu, la família, els mitjans de comunicació, l'ús del llenguatge i la religió, la qual cosa comporta estils cognitius, actitudinals i conductuals, codis axiològics i morals i normes estereotípades de la conducta assignada a cada gènere. Els agents socialitzadors tendeixen a associar tradicionalment la masculinitat amb la vida social pública, com el treball remunerat o la política, mentre que la feminitat s'associa a aspectes de la vida privada i la subordinació a l'home, passivitat o dependència. Una de les claus de la socialització diferencial és la congruència que existeix en el missatge dels diferents agents socialitzadores, aquest missatge és interioritzat per cada persona i els fa seus, per la qual cosa acaba pensant i actuant en conseqüència, portant al fet que homes i dones es comportin diferents i es desenvolupin en àmbits diferents. D'aquesta manera són aquestes mateixes diferències que condueixen a reafirmar la creença que home i dones són diferents, contribuint així a la necessitat de seguir socialitzant-se de manera diferent, de manera que la socialització diferencial és un procés que es justifica a si mateix. Per tant, són les normes de gènere i estereotips que diferencien els homes de les dones, a les nenes dels nens i van transmetent un missatge androcèntric de vegades de manera explícita altres implícita o subtil.  

### Sistema educatiu com a agent socialitzador diferencial
Dins del sistema educatiu dones i homes reben una socialització diferent, en l'entorn escolar els nens reben més atenció per part dels professors, alguns atribueixen que una de les possibles explicacions a aquesta diferència de tracte dins de l'aula podria radicar que els docents s'adapten al propi comportament dels alumnes, ja que segons alguns estudis els nens varien més el seu comportament pel que requeririen més atenció. També s'ha demostrat que l'atenció és major amb els nens i amb els més avançats del grup en el treball escolar. D'altra banda, les nenes s'eduquen amb continguts, textos i imatges en les quals no estan presents les dones (manca de models o referents femenins), s'exclou a les dones de les expectatives de lideratge, influència i competitivitat per mitjà dels jocs, d'aquesta manera, els jocs de les nenes estan més orientats a la cura (cuines, nines, etc.), mentre que els nens són educats per competir i desenvolupar estratègies per sobresortir en el circuit de les jerarquies. En l'àmbit de l'educació, la legislació espanyola en la Llei Orgànica 3/2007, de 22 de març, per a la igualtat efectiva de dones i homes, en el títol II capítol II estableix un marc normatiu en l'educació per a la igualtat de dones i homes, integració del principi d'igualtat en la política d'educació i la igualtat en l'àmbit de l'educació superior.

### La família com a agent socialitzador diferencial
La família és el primer transmissor de pautes culturals, és fonamental en funcions formatives primàries com l'educació dels sentiments, actituds i valors. Les influències familiars són les que primer ocorren, són també les més persistents, estan dotades d'una especial intensitat i gran capacitat configuradora de les posteriors relacions fora de la família. Si bé els models de família han anat canviant al llarg de la història, la família tradicional o nuclear constitueix un model de producció i reproducció, que compleix una funció biològica (reproductora), funció social (socialització) i funció emocional. En la socialització diferencial dins de la família es representen rols de gènere que són un ampli conjunt de conductes i actituds, que segons el context cultural i històric delimiten la masculinitat i feminitat, porten a percebre als homes com a font d'acció i a les dones com a font de reacció sent menys egoistes, més preocupades dels altres i de les cures, constituint d'aquesta forma trets de personalitat segons els rols socials de l'estructura familiar.

### Mitjans de comunicació com a agents de socialització diferencial
Els mitjans de comunicació transmeten valors, ideals i models a seguir d'homes i dones, que poden incloure continguts sexistes, sent part així del procés de socialització diferencial. Un dels més importants mitjans de comunicació és la televisió, ja que forma part de la vida quotidiana de les persones. Els nens i nenes han demostrat tenir una gran habilitat per atendre, entendre i adaptar-se al mitjà audiovisual. La televisió ha influït en el desenvolupament social i personal de les generacions que han crescut amb ella, generant processos d'empatia que poden portar a identificacions o rebutjos. En l'àmbit de la política, l'aparició de les dones en els mitjans de comunicació és inferior a la seva presència real en institucions, amb la qual en cosa ocasions els mitjans invisibilitzen la participació existent. Qualitativament existeixen estereotips femenins que relacionen a les dones amb menor assertivitat o força al contrari del que ocorre amb els seus parells masculins. A més els noms propis de les dones, quan són font de notícia, apareixen menys que els dels homes. En aquest sentit, la legislació espanyola en Llei Orgànica 3/2007, de 22 de març, per a la igualtat efectiva de dones i homes, en el seu títol III estableix un marc normatiu per a la igualtat en els mitjans de comunicació social de titularitat pública, amb la intenció de vetllar per la transmissió d'una imatge igualitària, plural i no estereotipada de dones i homes en la societat, i promoure el coneixement i la difusió del principi d'igualtat entre home i dones.  

### El llenguatge com a agent socialitzador diferencial
El llenguatge és el mitjà de comunicació per excel·lència, és el principal instrument per mitjà del qual es transmet el coneixement i es va representant el món en el qual vivim, la llengua és una eina que ens ensenya a pensar i ens permet relacionar-nos. Alguns sostenen que el llenguatge amb relació a homes i dones identifica el que és masculí i el que és femení, va delimitant el que s'anomena o el que no s'anomena, què està permès i el que està prohibit, per la qual cosa el llenguatge no seria neutral sinó que estaria ple d'intencions i matisos. Dins de l'àmbit de les relacions el llenguatge forma part d'un sistema de regles no escrites que actua discriminant a la dona. Hi ha qui creu que la llengua per si mateix no és sexista, parteixen de la base que la llengua no discrimina, és funcional i adaptable al que es vol dir, però punt és sexista la ment o la ideologia de qui emet un missatge en aquest sentit. La llengua seria l'eina que pot articular un discurs sexista. L'androcentrisme es pot fer present en alguns discursos o frases no anomenant a les dones o deixant-les en l'anonimat, però la llengua té mecanismes i expressions per visibilitzar i no excloure a ningú. En altres ocasions, més que invisibilizar les dones en el discurs, se les anomena per evidenciar els seus excessos, manques, defectes o la seva relativa importància.  